# Stanwellia annulipes
Espèce
Synonymes
- Mygale annulipes C. L. Koch, 1841
- Euoplos annulipes (C. L. Koch, 1841)

Stanwellia annulipes est une espèce d'araignées mygalomorphes de la famille des Pycnothelidae.

## Distribution
Cette espèce est endémique de Tasmanie en Australie.

## Systématique et taxinomie
Cette espèce a été décrite sous le protonyme Mygale annulipes par C. L. Koch en 1841. Elle est placée dans le genre Arbanitis par Musgrave en 1948, dans le genre Euoplos par Raven et Wishart en 2006 puis dans le genre Stanwellia par Rix, Raven, Main, Harrison, Austin, Cooper et Harvey en 2017.

## Publication originale
- C. L. Koch, 1841 : Die Arachniden. Nürnberg, vol. 9, p. 1-56 (texte intégral).